# فوجیوارا نو ناگاایه
فوجیوارا نو ناگاایه (藤原 長家؛ ۲۶ سپتامبر ۱۰۰۵ – ۱۹ دسامبر ۱۰۶۴) پسر فوجیوارا نو میچیناگا از میناموتو نو میشی شاعر واکا (شعر) در دوره هی‌آن اهل ژاپن بود.